# Jean-Pascal Ansermoz
Pour les articles homonymes, voir Jean-Pascal.
Jean-Pascal Ansermoz (né le 2 septembre 1974) est un écrivain suisse de romans et de nouvelles. 

## Biographie
Né en 1974 à Dakar (Sénégal), Jean-Pascal Ansermoz est une plume atypique de la scène littéraire suisse.
Après quelques années passées en Afrique, il revient en Suisse où il s’installe à Bâle. Depuis son plus jeune âge, il consacre une grande partie de son temps à l’écriture : d’abord des paroles pour chansons et des poésies, puis des nouvelles et finalement des romans. Depuis 2009, il écrit aussi en langue allemande.
Après des études à Lausanne, il vit aujourd'hui dans le canton de Fribourg.

## Publications

### En français
- Les moustaches d'Aristote (Aristote T1), Éditions BoD, mai 2008
- Comme un lointain murmure, Éditions BoD, octobre 2008
- L'arbre et le vent, Éditions BoD, avril 2009
- Patte bleue et autres histoires de quartier (Aristote T2), Éditions BoD, mars 2010
- Les finalités du monde, Éditions BoD, août 2011
- Une histoire de fleurs, Éditions BoD, octobre 2011
- La logique des poissons (Aristote T3), Éditions BoD, août 2013
- Le rire des choses, Éditions BoD, février 2014
- Le bonheur des anges, Éditions BoD, octobre 2015
- Arbres - vues de Suisse (avec Ulrich Ackermann), Éditions Infolio, novembre 2016
- Mon cœur amoureux (Aristote T4), Éditions BoD, novembre 2016
- L'obsolescence du large, Éditions BoD, novembre 2018

### En allemand
- Hans Matter und das verschwundene Mädchen (Matter T1), Spiegelberg Verlag, mars 2013
- Auf den Flügeln der Zeit, Offizin Verlag, octobre 2013
- Hans Matter und die unruhigen Träume (Matter T2), Éditions BoD, septembre 2014
- Längts no zum Pressiere, Offizin Verlag, septembre 2014
- Der Schrei der Seele, Münsterverlag Basel, septembre 2015
- Hans Matter und die Geduld von Schnee (Matter T3), Éditions BoD, décembre 2015
- New York, mon amour (Bradford & Parks T1), Éditions BoD, avril 2016 (sous pseudonyme Ethan Baker)
- Requiem für Ginger (Bradford & Parks T2), Éditions BoD, août 2016 (sous pseudonyme Ethan Baker)
- Schnee über Manhattan (Bradford & Parks T3), Éditions BoD, décembre 2016 (sous pseudonyme Ethan Baker)
- Es birebitzeli Glück, Éditions BoD, mars 2017
- Regensymphonie, KopfKino Verlag, août 2017
- Buch, Mord und Kaffee (ein BuchCafé Krimi), epubli, juin 2018
- Im Auge des Betrachters (Bradford & Parks T4), Kelter Media, juin 2019 (sous pseudonyme Ethan Baker)
- The Edge, Éditions BoD, octobre 2019
- Liebe, Tod und blaue Muffins (ein BuchCafé Krimi), Éditions BoD, décembre 2019
- Wegen Liebe geschlossen, Éditions BoD, avril 2020
- Tee, Rosen und Mimosen (ein BuchCafé Krimi), Éditions BoD, juin 2020
- Selbstfürsorge, Éditions BoD, septembre 2020
- Krimi, Mimi und Abgang (ein BuchCafé Krimi), Éditions BoD, novembre 2020
- Hans Matter und der Tote an der Sense (Matter T4), Éditions BoD, avril 2021
- Wein, Schein und Vergissmeinnicht (ein BuchCafé Krimi), Éditions BoD, août 2021
- Nach Stich und Faden (Bärbels Cottage T1), Éditions BoD, avril 2022
- Wellen, Strand und Sonnenbrand (ein BuchCafé Krimi), Éditions BoD, juillet 2022
- Mein Herz, das tiefe Meer, Éditions BoD, septembre 2022
- Emotionen, Éditions BoD, juillet 2023
- Zwischenräume, Éditions BoD, octobre 2024
- Pizza, Pasta u Zipfuchappa (ein BuchCafé Krimi), Éditions BoD, décembre 2024